# 두 남자 (노래)
《두 남자》는 대한민국의 가수 박재정의 디지털 싱글이다. 2016년 5월 19일에 발매되었다. 타이틀곡은 <두 남자 (Duet With. 규현)>이다. 가수 박재정이 미스틱 엔터테인먼트와 전속 계약을 맺은 이후 처음으로 발매한 음반이다. 슈퍼주니어의 멤버 규현이 듀엣에 참여했다.

## 트랙리스트
| #  | 제목                          | 작사   | 작곡           | 편곡   | 재생 시간 |
| -- | ----------------------------- | ------ | -------------- | ------ | --------- |
| 1. | 〈두 남자 (Duet With. 규현)〉 | 윤종신 | 윤종신, 조규찬 | 강화성 | 5:07      |